# 沙洲街道
沙洲街道是中华人民共和国江苏省建邺区下辖的街道，位于河西新城东南部，面积11.7平方公里，下辖5个行政村、5个社区，2010年常住人口56476人。沙洲街道北邻兴隆街道，西街双闸街道，东至宁芜公路、南至秦淮新河与雨花台区西善桥街道相隔。街道辖区内有河西新城中央商务区、科技园、雨润集团以及明基医院。

## 下辖社区与行政村
- 行政村
  - 青石村、沙洲村、双和村、中和村、莲花村
- 社区
  - 中城社区、中奥社区、中胜社区、双和园社区、科技园社区